# Osiedle miejskie rudniańskie
Rudnianskoje (ros. Руднянское городское поселение) – jednostka administracyjna (osiedle miejskie) wchodząca w skład rejonu rudniańskiego w оbwodzie smoleńskim w Rosji.
Centrum administracyjnym osiedla miejskiego jest miasto Rudnia.

## Geografia
Powierzchnia osiedla miejskiego wynosi 14,79 km², a jego główną rzeką jest Małaja Bieriezina. Przez terytorium jednostki przechodzi droga federalna R120 (Orzeł – Briańsk – Smoleńsk – granica z Białorusią) oraz linia kolejowa Smoleńsk – Witebsk (stacja kolejowa Rudnia).

## Demografia
W 2020 roku osiedle miejskie zamieszkiwało 9463 osób.

## Miejscowości
W skład jednostki administracyjnej wchodzi jedynie miasto Rudnia.